# Glasgow Merchants Charity Cup

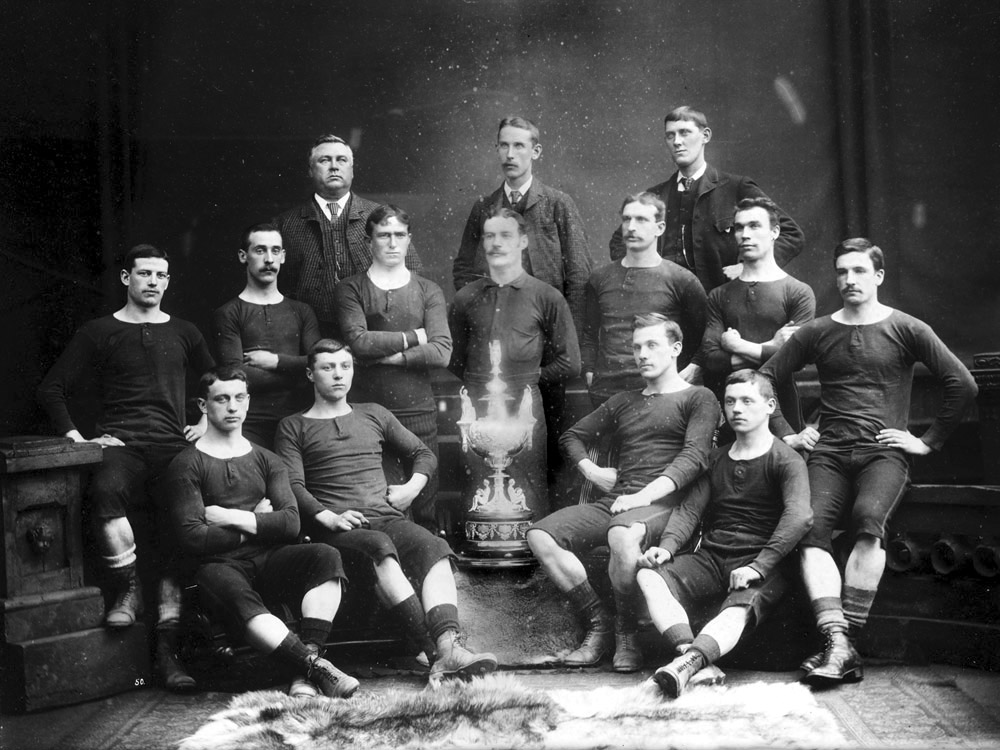
Equipo del Renton FC posando con la copa.

La Glasgow Merchants' Charity Cup fue un torneo de fútbol abierto para equipos de dentro y fuera de Glasgow y más tarde en la historia del torneo, equipos de fuera de Glasgow. Las invitaciones fueron hechas y enviadas por el Comité de Copa Caridad de Glasgow (GCCC) a su discreción, pero nunca se publicaron criterios.
Al igual que muchas competiciones nacionales en el fútbol escocés, estaba predominantemente dominado por el Old Firm of Rangers y el Celtic, con 31 y 28 victorias cada uno, respectivamente. En los últimos años del torneo, dejó de ser un torneo eliminatorio, y se convirtió en un concurso único entre la Selección de Glasgow y un equipo invitado de la Liga inglesa.

## Finales
| Año      | Equipo                                               | Puntuación | Equipo               |
| -------- | ---------------------------------------------------- | ---------- | -------------------- |
| 1877     | Queens Park (1)                                      | 4–0        | Rangers              |
| 1878     | Queens Park (2)                                      | 1–0        | Vale of Leven        |
| 1879     | Rangers (1)                                          | 2–1        | Vale of Leven        |
| 1880     | Queen's Park                                         | 1–1        | Rangers              |
| 1880 (R) | Queen's Park (3)                                     | 2–1        | Rangers              |
| 1881     | Queen's Park                                         | 1–1        | Rangers              |
| 1881 (R) | Queen's Park (4)                                     | 3–1        | Rangers              |
| 1882     | Vale of Leven                                        | 2–2        | Dumbarton            |
| 1882 (R) | Vale of Leven (1)                                    | 1–0        | Dumbarton            |
| 1883     | Queen's Park (5)                                     | 4–1        | Rangers              |
| 1884     | Queen's Park                                         | 1–1        | Third Lanark         |
| 1884 (R) | Queen's Park (6)                                     | 8–0        | Third Lanark         |
| 1885     | Queen's Park (7)                                     | 1–0        | Dumbarton            |
| 1886     | Renton (1)                                           | 3–1        | Vale of Leven        |
| 1887     | Renton (2)                                           | 1–0        | Vale of Leven        |
| 1888     | Renton (3)                                           | 4–0        | Cambuslang           |
| 1889     | Renton                                               | 2–2        | Queen's Park         |
| 1889 (R) | Renton (4)                                           | 3–1        | Queen's Park         |
| 1890     | Third Lanark (1)                                     | 2–1        | Queen's Park         |
| 1891     | Queen's Park                                         | 1–1        | Northern             |
| 1891 (R) | Queen's Park (8)                                     | 9–1        | Northern             |
| 1892     | Celtic (1)                                           | 2–0        | Rangers              |
| 1893     | Celtic (2)                                           | 5–0        | Rangers              |
| 1894     | Celtic (3)                                           | 2–1        | Queen's Park         |
| 1895     | Celtic (4)                                           | 4–0        | Rangers              |
| 1896     | Celtic (5)                                           | 2–1        | Queen's Park         |
| 1897     | Rangers (2)                                          | 6–1        | Third Lanark         |
| 1898     | Third Lanark (2)                                     | 1–0        | Rangers              |
| 1899     | Celtic (6)                                           | 2–0        | Rangers              |
| 1900     | Rangers (3)                                          | 5–1        | Celtic               |
| 1901     | Third Lanark                                         | 0–0        | Celtic               |
| 1901 (R) | Third Lanark (3)                                     | 3–0        | Celtic               |
| 1902     | Hibernian (1)                                        | 6–2        | Celtic               |
| 1903     | Celtic (7)                                           | 5–2        | St Mirren            |
| 1904     | Rangers (4)                                          | 5–2        | Celtic               |
| 1905     | Celtic (8)                                           | 2–0        | Partick Thistle      |
| 1906     | Rangers (5)                                          | 3–2        | Queen's Park         |
| 1907     | Rangers (6)                                          | 1–0        | Celtic               |
| 1908     | Celtic (9)                                           | 3–0        | Queen's Park         |
| 1909     | Rangers (7)                                          | 4–2        | Celtic               |
| 1910     | Clyde (1)                                            | 1–1        | Third Lanark         |
| 1910     | Clyde ganó 8–3 en córneres                           |            |                      |
| 1911     | Rangers (8)                                          | 2–1        | Celtic               |
| 1912     | Celtic (10)                                          | 0–0        | Clyde                |
| 1912     | Celtic ganó 7–2 en córneres                          |            |                      |
| 1913     | Celtic (11)                                          | 3–2        | Rangers              |
| 1914     | Celtic (12)                                          | 6–0        | Third Lanark         |
| 1915     | Celtic (13)                                          | 3–2        | Rangers              |
| 1916     | Celtic (14)                                          | 2–0        | Partick Thistle      |
| 1917     | Celtic (15)                                          | 1–0        | Queen's Park         |
| 1918     | Celtic (16)                                          | 2–0        | Partick Thistle      |
| 1919     | Rangers (9)                                          | 2–1        | Queen's Park         |
| 1920     | Celtic (17)                                          | 1–0        | Queen's Park         |
| 1921     | Celtic (18)                                          | 2–0        | Rangers              |
| 1922     | Rangers (10)                                         | 3–1        | Queen's Park         |
| 1923     | Rangers (11)                                         | 4–0        | Queen's Park         |
| 1924     | Celtic (19)                                          | 2–1        | Rangers              |
| 1925     | Rangers (12)                                         | 1–0        | Clyde                |
| 1926     | Celtic (20)                                          | 2–1        | Queen's Park         |
| 1927     | Partick Thistle (1)                                  | 6–3        | Rangers              |
| 1928     | Rangers (13)                                         | 3–1        | Queen's Park         |
| 1929     | Rangers (14)                                         | 4–2        | Celtic               |
| 1930     | Rangers (15)                                         | 2–2        | Celtic               |
| 1930     | Rangers ganó al lanzar una moneda                    |            |                      |
| 1931     | Rangers (16)                                         | 2–1        | Queen's Park         |
| 1932     | Rangers (17)                                         | 6–1        | Third Lanark         |
| 1933     | Rangers (18)                                         | 1–0        | Queen's Park         |
| 1934     | Rangers (19)                                         | 1–0        | Celtic               |
| 1935     | Partick Thistle (2)                                  | 2–1        | Queen's Park         |
| 1936     | Celtic (21)                                          | 4–2        | Rangers              |
| 1937     | Celtic (22)                                          | 4–3        | Queen's Park         |
| 1938     | Celtic (23)                                          | 2–0        | Rangers              |
| 1939     | Rangers (20)                                         | 0–0        | Third Lanark         |
| 1939     | Rangers ganó 7–4 en córneres                         |            |                      |
| 1940     | Clyde (2)                                            | 1–1        | Rangers              |
| 1940     | Clyde ganó 7–2 en córneres                           |            |                      |
| 1941     | Rangers (21)                                         | 3–0        | Partick Thistle      |
| 1942     | Rangers (22)                                         | 3–1        | Clyde                |
| 1943     | Celtic (24)                                          | 3–0        | Third Lanark         |
| 1944     | Rangers (23)                                         | 2–1        | Clyde                |
| 1945     | Rangers (24)                                         | 2–1        | Celtic               |
| 1946     | Rangers (25)                                         | 2–0        | Third Lanark         |
| 1947     | Rangers (26)                                         | 1–0        | Celtic               |
| 1948     | Rangers (27)                                         | 2–0        | Celtic               |
| 1949     | Partick Thistle (3)                                  | 2–1        | Celtic               |
| 1950     | Celtic (25)                                          | 3–2        | Rangers              |
| 1951     | Rangers (28)                                         | 2–0        | Partick Thistle      |
| 1952     | Clyde (3)                                            | 2–2        | Third Lanark (4)     |
| 1952     | Clyde y Third Lanark compartieron el trofeo          |            |                      |
| 1953     | Celtic (26)                                          | 3–1        | Queen's Park         |
| 1954     | Third Lanark (5)                                     | 1–0        | Rangers              |
| 1955     | Rangers (29)                                         | 3–1        | Queen's Park         |
| 1956     | Third Lanark (6)                                     | 4–2        | Partick Thistle      |
| 1957     | Rangers (30)                                         | 2–1        | Queen's Park         |
| 1958     | Clyde (4)                                            | 4–0        | Rangers              |
| 1959     | Celtic (27)                                          | 5–0        | Clyde                |
| 1960     | Rangers (31)                                         | 2–0        | Partick Thistle      |
| 1961     | Celtic (28)                                          | 1–1        | Clyde (5)            |
| 1961     | Celtic y Clyde compartieron el trofeo                |            |                      |
| 1962     | Manchester United (1)                                | 4–2        | Selección de Glasgow |
| 1963     | Selección de Glasgow (1)                             | 2–1        | Manchester United    |
| 1964     | Selección de Glasgow (2)                             | 4–3        | Tottenham Hotspur    |
| 1965     | Chelsea (1)                                          | 3–0        | Selección de Glasgow |
| 1966     | Selección de Glasgow (3)                             | 1–1        | Leeds United (1)     |
| 1966     | Glasgow Select y Leeds United compartieron el trofeo |            |                      |